# Carmópolis de Minas
Carmópolis de Minas este un oraș în unitatea federativă Minas Gerais (MG), Brazilia.
1. ↑  Instituto Brasileiro de Geografia e Estatística, accesat în 21 aprilie 2019